# Parti national révolutionnaire
Le Parti national révolutionnaire (PNR) (en espagnol : Partido Nacional Revolucionario) est le nom sous lequel fut fondé en 1929 le parti étatique mexicain avant de prendre le nom de Parti de la révolution mexicaine (PRM) en 1938 puis celui de Parti révolutionnaire institutionnel (PRI) en 1946.
La mort du président élu Álvaro Obregón en 1928, autour de la personne duquel se sont réunis différents groupes et dirigeants issus de la révolution mexicaine, a entraîné un risque de dispersion. politique. En conséquence, et à l'initiative de Plutarco Elías Calles, le PNR a été fondé pour passer d'un « gouvernement de seigneurs de la guerre » à un « régime d'institutions ». Cependant, dans la pratique l'institutionnalisation politique n'était que dans la forme et dans le fond c'était un caudillismo orienté vers son créateur.
Il est apparu comme une coalition de partis régionaux de divers États de la République et est devenu plus tard une organisation centralisée lorsque des changements ont été introduits dans sa structure qui ont dissous les entités qui l'avaient formé. Dans sa première étape, il suivait une idéologie nationaliste et populiste et son programme était un projet qui prenait en compte et subordonnait les ouvriers et les paysans. Par la suite, à partir de 1933, il adopte une position plus proche du socialisme et dans son programme politique il opte pour l'interventionnisme étatique dans des domaines tels que l'économie, l'éducation et l'industrie. Dans sa deuxième étape, la « semi-corporatisation des masses » a également été réalisée, avec la création de confédérations et d'autres organisations d'ouvriers, de paysans et d'employés publics.
Défini comme un parti officiel, il a introduit dans le système politique mexicain la régulation et l'endiguement des mouvements politiques promus par l'intérêt d'obtenir la présidence du pays et les « bénéfices » associés. Tout au long de ses neuf années de vie, il a occupé une position prépondérante dans la vie politique nationale et les deux candidats présidentiels gagnants de cette période sont issus de lui. Ses méthodes ont cependant atteint des niveaux tels que la répression des opposants.
Calles est resté un élément important dans les décisions politiques du parti et du pays, dans une période connue sous le nom de Maximato, qui a duré de 1928 à 1935, année où sa confrontation avec le président Lázaro Cárdenas a provoqué une crise politique. En conséquence, Calles a quitté le pays en exil et ses partisans ont été éliminés du cabinet présidentiel et du parti lui-même. Le soutien croissant de Cárdenas aux groupes de travailleurs et de paysans a accru le mécontentement à l'égard de la structure du parti. En fin de compte, le président a préconisé de transformer le parti pour incorporer les paysans et les ouvriers eux-mêmes, ainsi que les employés publics et militaires. Finalement, le PNR est dissous en 1938 et cède la place au Parti de la révolution mexicaine (es).